# جمهوری دموکراتیک سومالی
جمهوری دموکراتیک سومالی (, , ایتالیایی: Repubblica Democratica Somala) نامی بود که رژیم کمونیستی سرلشکر محمد زیادباره رئیس‌جمهور سابق سومالی در جریان حکومت وی پس از کودتای خونین ۱۹۶۹ به سومالی داده بود. این نام تا آغاز جنگ داخلی سومالی در ۱۹۹۱ به این کشور گفته می‌شد.

## تاریخچه

### کودتا
عبدالرشید شرماکه ، دومین رئیس جمهور سومالی، در 15 اکتبر 1969 در خارج از دفتر مرکزی شهرداری لاس آنود در شمال سومالی ترور شد. شرماکه در حال بازدید از مناطق خشکسالی زده در شمال شرقی بود که قاتل، سعید یوسف اسماعیل، او را به ضرب گلوله کشت. 
هنری کیسینجر ، مشاور امنیت ملی وقت ایالات متحده ، به این نتیجه رسید که قاتل مستقل عمل کرده است.  شارمارک در سال 1964 با حمایت اتحاد جماهیر شوروی و دیگر کشورهای کمونیستی در طول مبارزات انتخاباتی خود انتخاب شد. 
در ۲۱ اکتبر ۱۹۶۹، ساعت ۳ بامداد، ژنرال سیاد و ارتش، دولت پارلمانی را سرنگون کردند. یکی از دلایل اصلی کودتا، فساد گسترده و سوء مدیریت بودجه عمومی در دولت سومالی بود. در نتیجه، بسیاری از اعضای پلیس و نیروهای مسلح از مسیر کشور ناامید شده بودند. 
قاتل، اسماعیل، توسط شورای عالی انقلاب محاکمه، شکنجه و اعدام شد . نکته قابل توجه این است که اسماعیل پیشینه قبیله‌ای مشترکی با رئیس جمهور شرماک داشت. 

### سال‌های اولیه
شورای عالی انقلاب (SRC)، که پس از ترور رئیس جمهور شرماک به قدرت رسید ، توسط سپهبد صلاح گبیر کدیه و رئیس پلیس جما علی کورشل رهبری می‌شد . کدیه عنوان رسمی "پدر انقلاب" را داشت و اندکی پس از آن، باره رئیس SRC شد.  SRC اعضای دولت غیرنظامی سابق را دستگیر، احزاب سیاسی را ممنوع، مجلس ملی را منحل و قانون اساسی را به حالت تعلیق درآورد. 
ارتش انقلابی برنامه‌های عام‌المنفعه گسترده‌ای را آغاز کرد و با موفقیت یک کمپین سوادآموزی شهری و روستایی را اجرا کرد که به طور قابل توجهی نرخ سوادآموزی را افزایش داد. علاوه بر برنامه ملی‌سازی صنعت و زمین، سیاست خارجی رژیم جدید بر پیوندهای سنتی و مذهبی سومالی با جهان عرب تأکید داشت و منجر به عضویت آن در اتحادیه عرب (AL) در سال 1974 شد.  در همان سال، باره همچنین به عنوان رئیس سازمان وحدت آفریقا (OAU)، سلف اتحادیه آفریقا (AU)، خدمت کرد. 
در ژوئیه 1976، حزب سوسیالیست انقلابی سومالی به رهبری بار منحل شد و حزب سوسیالیست انقلابی سومالی (SRSP) به عنوان یک دولت تک حزبی مبتنی بر سوسیالیسم علمی و اصول اسلامی تأسیس شد. SRSP با هدف تطبیق ایدئولوژی رسمی دولت با دین رسمی دولت، بر اصول اسلامی پیشرفت اجتماعی، برابری و عدالت تأکید داشت. دولت استدلال می‌کرد که این اصول ، همراه با تمرکز بر خودکفایی ، مشارکت عمومی، کنترل مردمی و مالکیت مستقیم ابزار تولید، هسته سوسیالیسم علمی را تشکیل می‌دهند . در حالی که SRSP سرمایه‌گذاری خصوصی محدود را تشویق می‌کرد، جهت‌گیری کلی دولت سوسیالیستی اعلام شد . 

## کمپین اوگادن
نوشتار اصلی: جنگ اوگادن
در ۱۳ ژوئیه ۱۹۷۷، جنگ اوگادن علیه اتیوپی زمانی آغاز شد که دولت باره قصد داشت منطقه اوگادن که عمدتاً سومالیایی‌نشین بود را به یک سومالی بزرگ پان-سومالی الحاق کند . این درگیری بخشی از ابتکار عمل گسترده‌تر ارتش ملی سومالی برای متحد کردن تمام سرزمین‌های سومالی، معروف به سومالیالیوین ، بود . در هفته اول جنگ، ارتش ملی سومالی به پیروزی‌های چشمگیری بر نیروهای اتیوپی دست یافت و بسیاری از ناظران نظامی آمریکایی را که موضع بی‌طرفی داشتند، شگفت‌زده کرد. جنوب و مرکز اوگادن به سرعت تصرف شد و در بیشتر طول درگیری، ارتش سومالی به شکست دادن ارتش اتیوپی ادامه داد و تا سیدامو پیشروی کرد . تا سپتامبر ۱۹۷۷، سومالی ۹۰٪ اوگادن را کنترل می‌کرد و شهرهای استراتژیکی مانند جیجیگا را تصرف و فشار زیادی بر دیر داوا وارد می‌کرد و در نتیجه مسیر قطار از آن شهر به جیبوتی را تهدید می‌کرد .
پس از محاصره هرار ، مداخله گسترده و بی‌سابقه‌ای از سوی شوروی رخ داد که شامل 20،000 سرباز کوبایی و چندین هزار مشاور شوروی بود که از رژیم کمونیستی درگ اتیوپی حمایت می‌کردند . در 15 مارس 1978، آتش‌بس مورد مذاکره قرار گرفت و به جنگ پایان داد. این تغییر در حمایت شوروی، دولت باره را بر آن داشت تا به دنبال متحدان جدیدی باشد و در نهایت به ایالات متحده روی آورد، که مدتی بود به عنوان مقابله با نفوذ شوروی، سومالی را مورد توجه قرار می‌داد. در نهایت، اتحاد اولیه سومالی با اتحاد جماهیر شوروی و همکاری بعدی با ایالات متحده، این کشور را قادر ساخت تا بزرگترین ارتش آفریقا را تشکیل دهد. 

## قانون اساسی جدید
قانون اساسی جدیدی در ۲۵ آگوست ۱۹۷۹ از طریق یک همه‌پرسی عمومی تصویب شد که منجر به انتخابات مجلس خلق شد. این قانون اساسی یک نظام ریاست جمهوری را برقرار کرد که در آن رئیس جمهور هم به عنوان رئیس کشور و هم به عنوان رئیس دولت عمل می‌کرد. رئیس جمهور به عنوان رئیس دولت، اعضای شورای وزیران را که ریاست آن را بر عهده داشت، منصوب می‌کرد. در ابتدا، قانون اساسی تصریح می‌کرد که رئیس جمهور برای یک دوره شش ساله قابل تمدید با رأی اکثریت دو سوم مجلس قانونگذاری انتخاب می‌شود. 

## زوال
نوشتار اصلی: جنگ داخلی سومالی
پس از شکست عملیات اوگادن، دولت بار شروع به دستگیری مقامات دولتی و نظامی مظنون به دست داشتن در کودتای 1978 کرد .  اکثر کسانی که گمان می‌رفت در این توطئه شرکت داشته‌اند، بدون محاکمه اعدام شدند.  با این حال، چندین مقام موفق به فرار به خارج از کشور شدند و شروع به تشکیل گروه‌های مخالف مختلف با هدف سرنگونی اجباری رژیم بار کردند. 
در سال 1979، قانون اساسی جدیدی وضع شد که منجر به انتخابات مجلس خلق شد. با وجود این، حزب سوسیالیست انقلابی سومالی (SRSP) به رهبری بارِه همچنان کنترل اوضاع را در دست داشت.  در اکتبر 1980، حزب سوسیالیست انقلابی سومالی منحل شد و شورای عالی انقلاب به جای آن دوباره تأسیس شد.  در این زمان، دولت بارِه به طور فزاینده‌ای نامحبوب شده بود و بسیاری از سومالیایی‌ها از زندگی تحت دیکتاتوری نظامی ناامید شده بودند . رژیم در دهه 80 با نزدیک شدن به پایان جنگ سرد، بیشتر تضعیف شد و اهمیت استراتژیک سومالی کاهش یافت.
سلطه تمامیت‌خواهانه دولت  در نسل‌کشی اسحاق (1987-1988) به اوج خود رسید، که چندین شهر بزرگ را ویران کرد و اعضای قبیله اسحاق را هدف قرار داد . تخمین‌های مرگ غیرنظامیان از 50000 تا 100000  تا بیش از 200000 نفر متغیر است.  این تاکتیک‌های وحشیانه ، جنبش‌های مقاومتی را با حمایت اتیوپی برانگیخت که در سراسر کشور پدیدار شدند و در نهایت به جنگ داخلی سومالی منجر شدند . در میان این گروه‌های شبه‌نظامی، جبهه دموکراتیک نجات سومالی (SSDF)، کنگره متحد سومالی (USC) ، جنبش ملی سومالی (SNM) و جنبش میهن‌پرست سومالی (SPM) در کنار مخالفان سیاسی غیرخشونت‌آمیز مانند جنبش دموکراتیک سومالی (SDM)، اتحاد دموکراتیک سومالی (SDA) و گروه مانیفست سومالی (SMG) قرار داشتند. [ نیازمند منبع ]
در ۲۶ ژانویه ۱۹۹۱، باره از قدرت برکنار شد و متعاقباً سومالی دچار هرج و مرج شد . [ نیازمند منبع ]

## دولت
جمهوری دموکراتیک سومالی به عنوان یک جمهوری واحد تحت حکومت تک حزبی مارکسیست-لنینیستی ، ابتدا شورای عالی انقلاب و سپس حزب سوسیالیست انقلابی سومالی ، فعالیت می‌کرد .  زیاد باره، به عنوان رئیس جمهور، از طریق یک دیکتاتوری نظامی، کنترل تمامیت‌خواهانه‌ای را اعمال می‌کرد. 

### رئیس جمهور
- محمد سیاد برره (21 اکتبر 1969 - 26 ژانویه 1991)

### نخست وزیران
- محمد فرح سالاد (۱ نوامبر ۱۹۶۹ - مارس ۱۹۷۰)
- پست لغو شد (مارس ۱۹۷۰ - ۱ فوریه ۱۹۸۷)
- محمد علی سماتار (1 فوریه 1987 - 3 سپتامبر 1990)
- محمد هوادل مادر (3 سپتامبر 1990 - 24 ژانویه 1991